# South Tyneside
Il South Tyneside è un Metropolitan Borough del Tyne and Wear, Inghilterra, Regno Unito, con sede a South Shields.
Il distretto fu creato con il Local Government Act 1972, il 1º aprile 1974 dalla fusione del precedente county borough di South Shields col borough di Jarrow, con i distretti urbani di Boldon e Hebburn.

## Località
Tra le località del distretto ci sono:
- Jarrow
- South Shields (l'antica Arbeia romana)
- The Boldons
- Cleadon
- Hebburn
- Marsden
- Whitburn